# Mangora yacupoi
Mangora yacupoi là một loài nhện trong họ Araneidae.
Loài này thuộc chi Mangora. Mangora yacupoi được Herbert Walter Levi miêu tả năm 2007.